# أنغيليك أوليفييه
أنغيليك أوليفييه (بالفرنسية: Angelique Olivier)‏ هي لاعب كرة مضرب فرنسية، ولدت في 12 يونيو 1975.

## وصلات خارجية
- أنغيليك أوليفييه على موقع رابطة محترفات التنس (الإنجليزية)
- أنغيليك أوليفييه على موقع الاتحاد الدولي لكرة المضرب (الإنجليزية)
- أنغيليك أوليفييه على موقع خلاصة التنس.كوم (الإنجليزية)